# La Selle-en-Hermoy
La Selle-en-Hermoy är en kommun i departementet Loiret i regionen Centre-Val de Loire strax norr Frankrikes mitt. Kommunen ligger i kantonen Château-Renard som tillhör arrondissementet Montargis. År 2022 hade La Selle-en-Hermoy 778 invånare.

## Befolkningsutveckling
Antalet invånare i kommunen La Selle-en-Hermoy
| Referens: INSEE |